# Neterikare
Neterikare, eigentlich Neteri-ka-Re, auch Netjerikare beziehungsweise Netjeri-ka-Re, war ein altägyptischer König (Pharao) der 8. Dynastie (Erste Zwischenzeit). Er lebte um 2216 v. Chr.
Der Thronname, dem Binse und Biene (Nswt-bjtj Nesut-biti) vorausgehen, dieses vielleicht ersten Königs der 8. Dynastie, ist bekannt aus der Königsliste im Sethos I.-Tempel von Abydos, (Nr. 40). Weitere Belege fehlen.